# 岡留幸福站
岡留幸福站（日语：／ Okadome-kōfuku eki */?）位於熊本縣球磨郡朝霧町免田，是球磨川鐵道湯前線的鐵道車站。站名由來是因為附近有座被稱為「幸福神社」的岡留熊野座神社。因為本站為無人站，紀念車票在免田站發售。

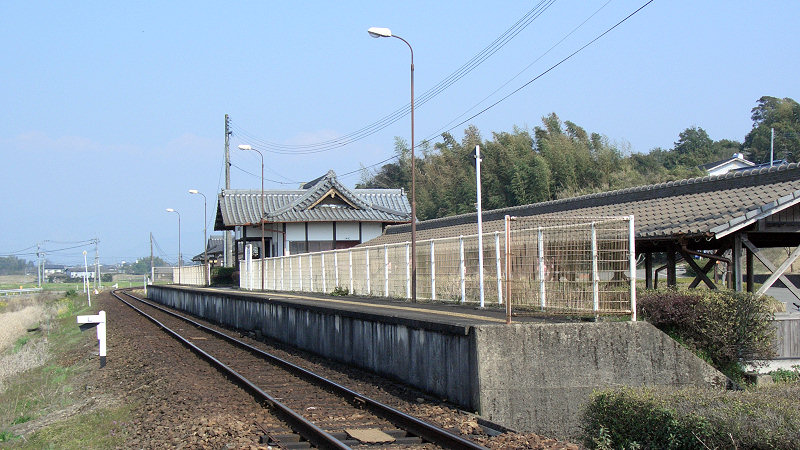
月台(2007年3月)

## 車站構造
本站為可供4節車廂停靠的車站。無人站以瓦葺作為屋頂的木造車站。設有公共電話。車站附近也有販售關於幸福神社的紀念品。

## 車站周邊

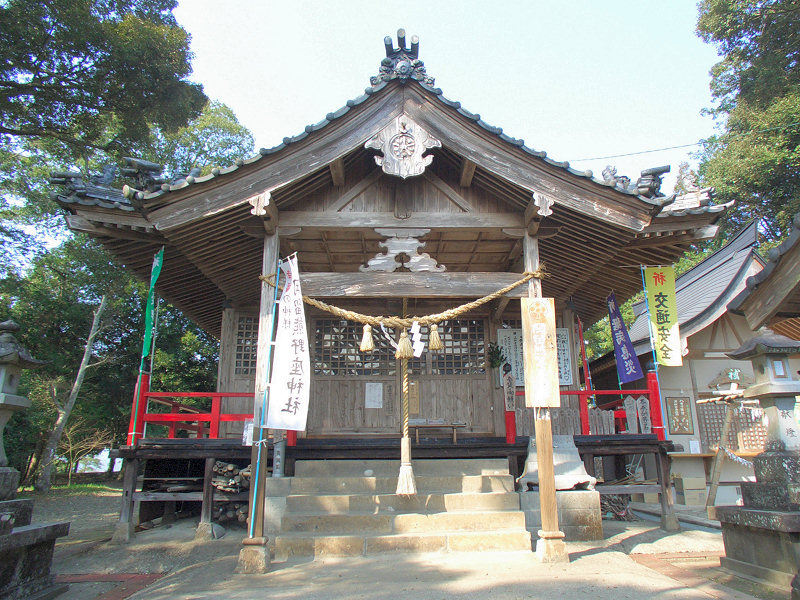
被稱為幸福神社的岡留熊野座神社

週邊是田園地帶，鐵道和國道219號中間是村落的所在。
附近無公車站、約800公尺外國道219號上有產交巴士黑田公車站。
- 岡留公園 - 附近。岡留熊野座神社山丘上。
- 岡留熊野座神社 - 約300公尺。
- 國道219號 - 約700公尺。西側道路南行。

## 歷史
- 1989年10月1日 - 湯前線交由球磨川鐵道營運時設立。
- 2009年4月1日 - 副站名定為「Fashion House Clover岡留幸福站」（ファッションハウスクローバーおかどめ幸福駅），簡稱為「Clover岡留幸福站」（クローバーおかどめ幸福駅）。
- 2023年11月24日：本站與台灣新北捷運環狀線幸福站締結姊妹車站。[1][2]

## 相鄰車站
球磨川鐵道
湯前線
木上－岡留幸福－朝霧

## 外部連結
- 球磨川鐵道各站資訊 （页面存档备份，存于）（日語）

1. ↑  . 中央通訊社. 2023-11-28  [2024-01-03]. （原始内容存档于2023-12-05） （中文（臺灣））.
2. ↑  . 自由時報. 2023-11-29 （中文（臺灣））.